# Bayerischer Karate Bund
Der Bayerische Karate Bund e. V. (BKB) mit Sitz in München ist ein Fachverband für Karate in Bayern. Er ist Mitglied im Bayerischen Landes-Sportverband und dem Deutschen Karate Verband.

## Geschichte
Seit 1961 ist das japanische Karate in Deutschland präsent, damals in Form des „Deutschen Karate Bundes“ DKB, des ältesten deutschen Fachverband. Sein bayerischer Ableger war der „Bayerischer Karate Verband“ (BKV).
Um in den Bayerischen Landessportverband aufgenommen werden zu können, wurde am 1. Mai 1982 der Bayerische Karate Bund (BKB) gegründet. Für den BKV verhandelte Karlheinz Braun, prominente Vertreter der BKU waren damals Peter Langer, Hilmar Fuchs, Sepp Schäfer und Peter Förster. Gründungspräsident des BKB wurde Karlheinz Braun aus Nürnberg, damals noch Student.
Der BKB wurde am 1. März 1983 als ordentliches Mitglied in den BLSV aufgenommen. Am 1. Juli zählte man 84 Vereine mit etwa 7000 Karateka. Damit war der Zugang frei zu den Angeboten des BLSV wie Fachübungsleiterausbildung, Förderung, offizieller Charakter der Meisterschaften usw.
Im März 1988 wurde das Landesleistungszentrum (LLZ) in Kempten (Allgäu) erbaut. Das LLZ wurde zu 85 % durch den Staat, die Stadt Kempten (Allgäu) und das Karate-Dojo Kempten finanziert.
Seit 1994 kann die Sportschule Oberhaching für Kaderlehrgänge genutzt werden.
Zentraler Arbeitsschwerpunkt war die Vorbereitung und Durchführung der Karate-Weltmeisterschaft 2000 in der Olympiahalle München. Die WM 2000 war bis dahin die größte Karateveranstaltung, die weltweit durchgeführt worden war.
2009 wurde die erste offizielle offene Para-Karate Meisterschaft in Sonthofen durchgeführt, die Menschen mit Behinderung einen Zugang zum Wettkampfkarate ebnen sollte. Das darauffolgende Turnier 2010 in Hemhofen wurde u. a. von Thomas Bach, damals DOSB-Vorsitzender und heute IOC-Vorsitzender, besucht. Dieses Turnier wird in der World Karate Federation als Initialzündung für eine weltweite Anerkennung des Para-Karate angesehen.
2017 wurde als Promotion-Event für die Aufnahme der Sportart Karate in das Programm der Olympischen Spiele in Tokio 2020 der "World Karate Day" in der Werner-von-Linde-Halle des Olympiageländes in München durchgeführt. Mit Seminaren für über 2000 Sportlern aus 16 Nationen und einem Vergleichskampf der deutschen Nationalmannschaft gegen die Weltauswahl der World Karate Federation war es der größte Breitensportevent in der Geschichte der WKF.
Innerhalb des DKV meldete der BKB insgesamt knapp 20.000 Mitglieder.

## Erfolge
- 2002 EM: Bronze für Michael Mack im Katateam
- 2003 EM: erstmals konnte das Kumiteteam des DKV Gold erkämpfen.
- 2005 EM Rijeka: Jayson Schinköthe Europameister Kata Einzel Jugend
- 2005 World Games Duisburg: Maria Weiß Vizeweltmeisterin Kumite Einzel
- 2008 WM Tokio: Maria Weiß Weltmeisterin Kumite Team
- 2013 EM Budapest: Maria Weiß Bronze Kumite Team
- 2014 WM Bremen: Ilja Smorguner Vizeweltmeister Kata Einzel
- 2016 WM Linz: Heinrich Leistenschneider Vizeweltmeister Kumite Team
- 2016 WM Linz: Ilja Smorguner Bronze Kata Einzel
- 2016 WM Linz: Heinrich Leisterschneider Bronze Kumite Team
- 2016 WM Linz: Michaela Schaffer Vizeweltmeisterin Para-Karate Kata Einzel Visually Impaired
- 2018 EM Novi Sad: Andrea Nowak Europameisterin Para-Karate Kata Einzel Intellectually Impaired